# ديفيد كونلون
ديفيد كونلون (بالإنجليزية: David Conlon)‏ هو رياضياتي أيرلندي، ولد في 1982 في جزيرة أيرلندا في المملكة المتحدة.